# دار الجبل (المخادر)

تعديل مصدري - تعديل

دار الجبل هي إحدى قرى عزلة جبل عقد بمديرية المخادر التابعة لمحافظة إب، بلغ تعداد سكانها 415 نسمة حسب تعداد اليمن لعام 2004.